# Państwowy Uniwersytet Arcachu
Państwowy Uniwersytet Arcachu (orm. Արցախի պետական համալսարան; ros. Арцахский государственный университет) – uczelnia publiczna działająca w Stepanakercie w latach 1969–2023. 

## Historia
Uczelnia został założona w 1969 roku jako filia Instytutu Pedagogicznego im. Lenina w Baku. Działały tam w tym czasie dwa zakłady: Zakład Matematyki oraz Zakład Filologii i Literatury. Wykłady były prowadzone w języku ormiańskim i azerskim, potem również po rosyjsku. W 1973 roku uczelnia uzyskała samodzielność i została przemianowana na Państwowy Instytut Pedagogiczny w Stepankercie. 
W latach 80. XX wieku instytut stał się ośrodkiem dążeń do połączenia Górskiego Karabachu z Armenią, w wyniku czego jego działalność została zawieszona, a wykłady przeniesiono do Instytutu Pedagogicznego w Kirowakanie (obecnie Wanadzor). W 1988 roku, po trzęsieniu ziemi, w którym Kirowakan uległ znacznym zniszczeniom, przywrócono działalność edukacyjną w Stepanakercie, instytut był wówczas filią jednostki w Wanadzorze. 
W 1992 roku, gdy podczas wojny o Górski Karabach ogłoszono niepodległość tej republiki, władze ormiańskie ogłosiły połączenie działających w Stepanakercie filii Instytutu Pedagogicznego w Wanadzorze oraz Politechniki w Erywaniu, tworząc Państwowy Uniwersytet Arcachu. 
Po ofensywie Azerbejdżanu w 2023 roku i exodusie Ormian z Górskiego Karabachu gmach uniwersytetu został przejęty przez Ministerstwo Edukacji Azerbejdżanu, a uczelnia przekształcona w Uniwersytet Karabachski (azer. Qarabağ Universiteti).
Studenci byłego Państwowego Uniwersytetu Arcachu prowadzili kampanię na rzecz wznowienia działalności uniwersytetu na wygnaniu w Armenii.

## Wydziały
W skład uczelni wchodziły następujące jednostki administracyjne:
- Wydział Nauk Przyrodniczych
- Wydział Filologiczny
- Wydział Pedagogiki i Sportu
- Wydział Historii i Prawa
- Wydział Ekonomii